# Петропавлівський ярмарок (Ярмолинці)
Петропавлівський ярмарок — найбільший щорічний ярмарок, який проводився у XIX столітті у Подільській губернії. Мав статус першої, найвищої категорії ярмарків. Ярмарок проводився влітку, проте джерела містять різну інформацію про дати його проведення. За однією версією ярмарок проводився з 29 червня до 5 липня, згідно іншої — з 15 червня по 1 липня.

## Історія
Спочатку місцем проведення Петропавлівського ярмарку було містечко Тинни Ушицького повіту. В 1835 році ярмарок перенесли до Ярмолинець. Це сталось за сприяння графа Адама Івановича Орловського. Офіційно ярмарок тривав тиждень, хоча насправді цей період був збільшений до 1 місяця. Ярмарок відвідували купці з Санкт-Петербургу, Бару, Кам'янця, Балти, Нижнього Новгороду, також приїжджали з середньої Азії та Західної Європи. Петропавлівський ярмарок сприяв економічному розвитку Ярмолинець. Загальна кількість купців становила приблизно 500 осіб. Вони привозили товарів на суму до 3,2 мільйонів карбованців. Ярмолинецький Петропавлівський ярмарок належав до першої та найвищої категорії ярмарків через такі об'єми торгівлі.
Родина Орловських отримувала з цих торгів щорічно до 20 тисяч карбованців чистого прибутку. З 1840-х років по 1880-ті роки площі міста розширювались задля проведення цього заходу. На ярмарку продавали та купували карети, які були виготовленні в Австрії, текстиль з міста Лодзь, різні побутові речі та шкіряні вироби. Серед розважальних заходів були кінні змагання. Під час проведення заходу місцеві жителі здавали в оренду своє житло для купців, а самі жили у допоміжних спорудах. Так діяли не тільки мешканці Ярмолинець, але й жителі навколишніх сіл — Писарівки, Грабина, Боснячини. Такій великій кількості людей не вистачало води у колодязях, тому кварту води почали продавати за 1 копійку.
Через проведення ярмарку у Ярмолинцях відбувалось будівництво нових готелів, ресторанів, шинків. Будівельні матеріали привозили з каменоломні «Безодня» с села Сутківці, а пісок привозили з села Грабина. Через це у селі утворилось провалля, глибина якого більше ніж 30 метрів.
В перший час після організації Петропавлівського ярмарку у Ярмолинцях не вистачало різних майстрів — каменярів, теслярів, столярів, ковалів. Граф Адам Орловський почав шукати їх у Польщі. Він пропонував майстрам гарні умови, в обмін на їх переїзд до Проскурівського повіту і роботу на цих землях. Граф Орловський допомагав матеріально, надавав землі та піклувався про житло та роботу цих людей.

## Відкриття ярмарку
Щорічно відкриття Петропавлівського ярмарку супроводжувалось урочистими подіями. У місцевому соборі відбувалась служба, у якій брали участь представники міської влади. Після проведення служби, здійснювали хід з церкви на площу, де мав відбутись ярмарок. Місце освячували. В перший день Петропавлівського ярмарку у Ярмолинцях проводили святковий обід. Після урочистих церемоній розпочиналась торгівля, яку супроводжували ярмаркові розваги: виступали фокусники, гімнасти, дресирувальники та музиканти. Під час проведення ярмарку у Ярмолинця на гастролі приїздив цирк В. Дурова.